# Laka (onderzoekscentrum)
Het Laka (Laka Foundation, Stichting Laka) is een documentatie- en onderzoekscentrum over en een lobbyorganisatie tegen kernenergie. Deze omschrijving dateert van 1990. Het Laka werd opgericht als LAKA op 10 februari 1988.
Het documentatiecentrum over kernenergie bestaat al wat langer en komt voort uit de anti-kernenergie basisgroep Ede. Enkele mensen die al langer actief waren in de strijd tegen kernenergie, besloten in 1981 een basisgroep te beginnen om met veel mensen georganiseerd naar de tweede grote blokkade-actie van de kerncentrale in Dodewaard te gaan. 
Het Anti-kernenergie archief, zoals het bekendstond, werd in februari 1988 geformaliseerd in aanloop naar een internationaal congres voor radicale anti-kernenergie groepen dat in 1989 werd gehouden. De naam werd LAKA, een afkorting voor Landelijk (Anti) Kernenergie Archief. Vanaf 2000 wordt Laka niet langer als afkorting gebruikt en wordt het dus ook niet meer met hoofdletters geschreven. De ondertitel is vanaf dan “Documentatie- en onderzoeks-centrum kernenergie”. Vanaf 1990 is het kantoor gevestigd in Amsterdam.
Het Laka onderhoudt een groot toegankelijk archief over allerlei zaken die met de lobby tegen kernenergie te maken hebben. Specialismen zijn onder andere: de anti-kernenergie beweging (in Nederland, maar ook internationaal) en verarmd uranium.
Laka werkt nauw samen met World Information Service on Energy (WISE) in Amsterdam. 